# Boainainitas
Los boainainitas o clan Bu'ainain (en árabe: آل بو عينين‎, al-Bū'aynayn) son una subtribu de la tribu árabe Bani Tamim, que se encuentran asentados principalmente en la Provincia Oriental de Arabia Saudita, Catar, Emiratos Árabes Unidos y Baréin. A su vez, se subdividen en dos ramas: al-Muhammad y al-Ali al-nasser. Una de las principales actividades económicas de esta tribu fue el lucrativo negocio del cultivo de perlas de los siglos XIX y XX.
La tribu Al Buainain fue una de las tribus beduinas que se mudaron a Baréin en 1783, después de que la dinastía Al Jalifa conquistase el territorio.

## Historia
Los boainainitas contribuyeron a establecer la ciudad de Jubail en la costa de Al-Ahsa, al noroeste de Ras Tanura, tras establecerse en Catar. También han trabajado en la construcción de una de las ciudades más grandes de Catar, Al Wakrah. JG Lorimer señaló en su publicación Gaceta del Golfo Pérsico que la población boainainita en Al Wakrah era de 2.000 en 1908.  En la misma publicación, Lorimer informó que la tribu poseía alrededor de 95 casas en Baréin, principalmente en las ciudades de Askar y Al Muharraq.